# Шукуров, Джума
Джума Шукуров (5 мая 1925, киш. Питман, Узбекская ССР, СССР — ?) — учитель средней школы имени Ф. Ходжаева, Ромитанский район Бухарской области Узбекской ССР, Герой Социалистического Труда (1978).

## Биография
Родился 5 мая 1925 года в кишлаке Питман Узбекской ССР (ныне Ромитанского района Бухарской области Узбекистана) в семье крестьян. По национальности узбек.
Окончив в 1939 году 7 классов школы имени Энгельса Ромитанского района, поступил в Бухарское педагогическое училище, которое окончил в 1942 году. В сентябре 1942 года трудоустроился учителем начальных классов в родную школу имени Энгельса. В марте 1943 года был призван в Красную Армию. С января 1944 года на фронте в составе 37-й гвардейской стрелковой дивизии. В августе 1944 года был тяжело ранен, после выписки из госпиталя воевал в составе 77-й гвардейской стрелковой дивизии, с расчётом 45-мм орудия дошёл до Берлина. В конце апреля 1945 года был ранен второй раз. Награждён двумя орденами Славы — 2 и 3 степени. В декабре 1945 года как учитель досрочно демобилизован.
Приехав домой, вновь устроился в родную школу учителем начальных классов. В 1952 году закончил Бухарский педагогический институт, вернулся в свою школу (с 1963 года — имени Ушинского, с 1971 года — имени Ф. Ходжаева), устроившись завучем, в 1955—1960 и 1961—1963 годах был директором школы. Все эти годы параллельно вёл уроки узбекского языка и литературы. В 1974 году ушёл с руководящих должностей, трудоустроившись учителем начальных классов.
Указом Президиума Верховного Совета СССР от 27 июня 1978 года «за большие заслуги в деле обучения и коммунистического воспитания учащихся» удостоен звания Героя Социалистического Труда с вручением ордена Ленина и золотой медали «Серп и Молот».
В 1985 году, проработав учителем 43 года, вышел на пенсию. Жил в селе Питман. Дальнейшая судьба неизвестна.
Награждён орденами Ленина (27.06.1978), Отечественной войны 2-й степени (11.03.1985), Трудового Красного Знамени (30.09.1966), Славы 2-й (28.05.1945) и 3-й (27.03.1945) степеней, медалями.